# Suavização exponencial
A suavização exponencial é uma técnica de regra geral para suavizar dados de séries temporais usando a função de janela exponencial.
Enquanto na média móvel simples as observações passadas são ponderadas igualmente, as funções exponenciais são usadas para atribuir pesos exponencialmente decrescentes ao longo do tempo.
É um procedimento facilmente aprendido e facilmente aplicado para fazer algumas determinações com base em suposições anteriores do usuário, como sazonalidade. A suavização exponencial é frequentemente usada para análise de dados de séries temporais.